# 圣曼戈-达奎诺
圣曼戈-达奎诺（義大利語：San Mango d'Aquino），是意大利卡坦扎罗省的一个市镇。总面积6平方公里，人口1755人，人口密度292.5人/平方公里（2009年）。ISTAT代码为079110。